# Катеринівка (Вільшанський район)
Катеринівка (Катеринка) — колишній населений пункт в Кіровоградській області.

## Стислі відомості
Засноване до 1791 року. Назване від імені жінки власника хутора — Катерини. 1791 року збудована дерев'яна церква св. Михаїла. В 1840 році збудована дзвіниця; капітальні ремонти — 1849 і 1884 роки.
В часі Голодомору 1932—1933 років нелюдською смертю померло не менше 25 людей.
Герой Радянського Союзу Грязнов Андрій Васильович, який був поранений при штурмі залізничного моста через річку Синюха, помер 19 березня 1944 року в польовому шпиталі у селі Катеринка.
Приєднане до села Сухий Ташлик в період між 1972 і 1986 роками.